# Der Untergang
Der Untergang (conocida como El hundimiento en España o La caída en Hispanoamérica) es una película alemana de drama bélico estrenada en 2004, dirigida por Oliver Hirschbiegel y escrita por Bernd Eichinger. Está basada en el ensayo El hundimiento: Hitler y el final del Tercer Reich, del historiador Joachim Fest, y en Hasta el último momento, libro de memorias escrito por Traudl Junge, secretaria de Adolf Hitler, y la periodista austríaca Melissa Müller. La cinta se desarrolla casi en su totalidad en el búnker donde se refugiaron Adolf Hitler y sus allegados durante las últimas semanas de la batalla de Berlín. Estuvo nominada para el Óscar a la mejor película de habla no inglesa.

## Argumento
La película se inicia en 1942, cuando en los cuarteles de Hitler en Prusia Oriental varias mujeres procedentes de diversas ciudades alemanas se presentan al puesto de secretaria personal del Führer. La escogida es una joven muniquesa de 22 años, Traudl Junge.
Tres años después, en la mañana del 20 de abril (el cumpleaños n.º 56 de Hitler), ya residiendo en la cancillería del Reich, Junge se despierta con el sonido de un bombardeo de artillería, prueba de que los rusos están muy cerca ya de la ciudad. Por teléfono, el general Karl Koller comunica a los generales Wilhelm Burgdorf y Hans Krebs que los soviéticos tienen sus posiciones a solo 12 kilómetros del centro de la ciudad. En Hitler son visibles sus temblores y su mal humor. Con ocasión de la celebración de su cumpleaños, decide permanecer en Berlín y rechaza una solución diplomática. Algunos oficiales de Hitler están de acuerdo en que el Führer ha perdido el contacto con la realidad. Más tarde, Hitler habla con Albert Speer acerca de sus intenciones de poner en práctica una política de tierra quemada, es decir, destruir todo antes de la llegada de los aliados. Speer ruega misericordia para el pueblo alemán, argumentando que será imposible sobrevivir sin infraestructura, a lo que Hitler responde que, si no superan esta prueba, es que son demasiado débiles y deben caer.
Tiempo después, Eva Braun celebra una fiesta en la cancillería en la que Traudl se angustia por lo irreal de los acontecimientos, es decir, todos bailando y bebiendo mientras la guerra ha llegado a la ciudad, pero los bombardeos interrumpen y finalizan la celebración antes de tiempo. Por otro lado, Heinrich Himmler planea reunirse con el general estadounidense Dwight D. Eisenhower para negociar la paz a espaldas de Hitler, y su asistente Hermann Fegelein le advierte de que sus acciones constituyen alta traición, Himmler se convence de que los aliados aceptarán que las SS colaboren con ellos.
La situación en Berlín es alarmante; los civiles intentan refugiarse en los escombros de los bombardeos soviéticos, y destaca un niño soldado, miembro de las Juventudes Hitlerianas, llamado Peter Kranz. Su padre, veterano de guerra mutilado, se opone. Más tarde, el Führer, condecora a Peter y a otros niños con la Cruz de Hierro.
En el búnker, Hitler y Joseph Goebbels analizan la situación con los generales intentando mover las pocas divisiones militares que poseían. Los generales se oponen, viendo que las maniobras planeadas por el Führer son prácticamente imposibles puesto que algunas de esas unidades ya no existen. Mientras tanto, Traudl cree que el general Felix Steiner podría salvarlos. Sin embargo, Steiner no puede movilizar suficientes hombres. Al saber esto, Hitler hace salir a todos, excepto a los cuatro generales de más alto rango, los reprende furiosamente, admite que la guerra estaba perdida y afirma que prefiere el suicidio antes que entregarse. Más tarde, Hitler, Eva, Gerda y Traudl discuten diversas maneras de suicidarse. Hitler se propone dispararse a través de la boca. Eva menciona tomar cianuro. Hitler da a Gerda y Traudl una pastilla de cianuro a cada una. Eva Braun escribe una carta de adiós a su hermana, y Magda Goebbels a su hijo Harald Quandt.
Hitler se reúne más tarde con Speer y le da permiso para marcharse. Magda Goebbels trae a sus hijos al búnker para acompañar tanto a sus padres como al Führer. Al General Keitel se le ordena reunirse con el almirante Dönitz, a quien Hitler cree capaz de reunir las tropas en el norte, y ayudarlo a planear una ofensiva para recuperar los campos petrolíferos rumanos.
Weidling informa que los soviéticos han cortado las comunicaciones con el mundo exterior. No llegan municiones y se han quedado sin apoyo aéreo. Mohnke dice que el Ejército Rojo está ahora a 300 o 400 metros de la Cancillería y que pueden resistir un día o dos como máximo. Antes de salir de la conferencia, Hitler tranquiliza a los funcionarios, argumentando que el general Walther Wenck los salvaría a todos. Tras una enorme discusión con los altos mandos de la Luftwaffe y la Wehrmacht, Hitler se percata de que el fin es inminente y toma la decisión de suicidarse antes de ser capturado por las tropas soviéticas.
Rochus Misch, el telefonista del búnker, recibe un telegrama de Hermann Göring, jefe de la Luftwaffe. Bormann entrega a Hitler el telegrama de Göring, donde pide permiso para asumir el mando del Reich si se cortan las comunicaciones y pide el reconocimiento antes de las diez de la noche, momento en el que va a asumir la autoridad en ausencia de una respuesta. Hitler ordena la detención de Göring y su destitución del cargo. Más tarde, tras una cena con Goebbels, sus secretarias y miembros de la Luftwaffe, se enteran de que Himmler había estado negociando la rendición alemana con el conde Folke Bernadotte como intermediario, y manda que sea destituido y ejecutado. Asimismo, ordena la detención de Fegelein, a quien no se había visto desde hacía varios días, para ser enjuiciado por deserción. Eva intenta disuadir a Hitler pero este sigue firme en pedir las cabezas de Himmler y Fegelein. A Fegelein le encuentran en un prostíbulo y es detenido y ejecutado, acusado de alta traición.
El día de la boda de Hitler, Traudl toma al dictado el testamento del Führer. Hitler ordena a Goebbels que huya de Berlín, pero este opta por desobedecer. Hitler se casa con Eva Braun. Otto Günsche, escolta personal de Hitler, hace los preparativos para la cremación. Más tarde trae una respuesta del general Keitel, informando que los soviéticos están cerca de ocupar los edificios y territorios cercanos al búnker, y los principales ejércitos alemanes están cercados o no pueden continuar los ataques. Hitler afirma que nunca se entregará y prohíbe la rendición a todos los demás.
Eva Braun tiene su última conversación con Traudl. Le regala a esta uno de sus mejores abrigos y le aconseja que se escape. Hitler tiene su última comida en silencio con Constanze Manziarly y las secretarías. Se despide de ellos en su búnker personal, otorgando a Magda Goebbels su Insignia de Oro del Partido (marca original de los miembros del NSDAP) y se retira a su habitación con Eva Braun. A pesar de las súplicas por parte de Magda, la pareja se suicida y los cuerpos son quemados fuera del búnker. Hans Krebs se entrevista con Vasily Chuikov para establecer los términos de paz entre ambas naciones a petición de Joseph Goebbels, Chuikov le pide la capitulación, Krebs se niega y la guerra continúa. Magda Goebbels mata a sus seis hijos metiéndoles cianuro en la boca después de haberlos drogado. Krebs y Burgdorf se suicidan. Joseph Goebbels, tras haber dictado su testamento también a Traudl Junge, mata a su mujer y se suicida. Ambos son incinerados.
La mayoría de los sobrevivientes del búnker intentan escapar con el propósito de llegar a los territorios berlineses que estén bajo control estadounidense y entregarse a ellos, pero mueren o son hechos prisioneros por soldados de infantería del Ejército Rojo o se suicidan. 
Ya en pleno 2 de mayo, la rendición alemana es inminente. Gerda decide permanecer en Berlín, al igual que muchos soldados y generales, que serían capturados o se suicidarían. Traudl hace su camino a través de las líneas soviéticas, siendo después tomada de la mano por el joven soldado Peter, quien sobrevivió a los bombardeos y ha encontrado a sus padres asesinados por las SS. Tras esto, Weidling comunica de forma oficial la capitulación de las fuerzas alemanas en la ciudad, solo para después caer con un infarto.
Luego del anuncio de la rendición, se ven a los civiles que sobrevivieron en Berlín, los cuales tras la batalla escapan de la ciudad, entre ellos Traudl y Peter, que se van en una bicicleta. Finalmente, se muestran en textos los destinos de los supervivientes de la batalla, los cuales, en los meses y años posteriores a la guerra, fueron capturados y liberados por el Ejército Rojo, murieron en cautiverio o desaparecieron. Con ello termina la película.

## Reparto
- Bruno Ganz como Adolf Hitler.
- Alexandra Maria Lara como Traudl Junge.
- Ulrich Matthes como Joseph Goebbels.
- Corinna Harfouch como Magda Goebbels.
- Juliane Köhler como Eva Braun.
- Rolf Kanies como Hans Krebs.
- Thomas Kretschmann como SS-Gruppenführer Hermann Fegelein.
- Heino Ferch como Albert Speer.
- Christian Berkel como SS-Obersturmbannführer Dr. Ernst-Günther Schenck.
- André Hennicke como SS-Brigadeführer Wilhelm Mohnke.
- Götz Otto como Sturmbannführer Otto Günsche.
- Ulrich Noethen como Reichsführer-SS Heinrich Himmler.
- Christian Redl como Generaloberst Alfred Jodl.
- Michael Mendl como General Helmuth Weidling.
- Matthias Habich como SS-Obersturmbannführer Prof. Dr. Werner Haase
- Birgit Minichmayr como Gerda Christian.
- Dietrich Hollinderbäumer como Generalfeldmarschall Robert Ritter von Greim.
- Dieter Mann como Generalfeldmarschall Wilhelm Keitel.
- Justus von Dohnányi como General Wilhelm Burgdorf.
- Gerald Alexander Held como Walther Hewel.
- Thomas Thieme como Reichsleiter Martin Bormann.
- Donevan Gunia como Peter Kranz.
- Hans Steinberg como General Karl Koller.
- Heinrich Schmieder como Oberscharführer Rochus Misch.
- Igor Romanov como Obersturmbannführer Peter Högl.
- Igor Bubenchikov como SS-Obersturmbannführer Franz Schädle.
- Michael Brandner como Hans Fritzsche.
- Christian Hoening como SS-Obergruppenführer Ernst-Robert Grawitz.
- Anna Thalbach como Hanna Reitsch.
- Bettina Redlich como Constanze Manziarly.
- Devid Striesow como Sargento Fritz Tornow.
- Mathias Gnädinger como Reichsmarschall Hermann Göring.
- Alexander Slastin como Coronel General soviético Vasily Chuikov.

## Parodias
Una escena de la película en la que Hitler lanza una furiosa diatriba al darse cuenta de que la guerra está perdida, ha sido una gran fuente de numerosas parodias en sitios de videos de Internet como lo es YouTube. En estos videos, titulados «Hitler se entera de...» el audio original de la voz de Ganz se mantiene, pero se añaden otros subtítulos, que están relacionados con la política actual, el deporte, la cultura popular, o la vida cotidiana y otros fenómenos. Otras escenas de diversas partes de la película han sido parodiadas de la misma manera, sobre todo la escena en la que Hitler le ordena a Otto Günsche encontrar al SS-Gruppenführer Hermann Fegelein, y en la que Hitler discute un contraataque contra las fuerzas soviéticas. También ha habido videos de la escena en la que Hitler descubre las negociaciones de Himmler para acabar la guerra.